# Friedrich der Große (Schiff, 1896)
Die Friedrich der Große wurde in Stettin als Reichspostdampfer für den Australiendienst des Norddeutschen Lloyd (NDL) gebaut. Sie wurde als erstes Schiff der Barbarossa-Klasse fertiggestellt. Sie besaß zwei Schornsteine und zwei Masten und war bei Fertigstellung das größte deutsche Schiff. Dass die Klasse (obwohl Friedrich der Große zuerst in Dienst kam) nicht nach ihr benannt wurde, lag vermutlich an der Bauwerft, die das Schiff sehr schnell fertigstellte; oder Blohm & Voss geriet beim Bau des Schwesterschiffes Barbarossa in Zeitverzug.

## Einsatz beim NDL
Am 11. November 1896 startete die Friedrich der Große als Reichspostdampfer von Bremerhaven aus zu ihrer Jungfernreise via Sues nach Sydney. Auf dieser Stammstrecke führte sie 14 Rundreisen durch; die letzte begann am 21. Januar 1914. Damit war Friedrich der Große das erste und das letzte Schiff dieser Klasse des NDL auf der Australienstrecke.

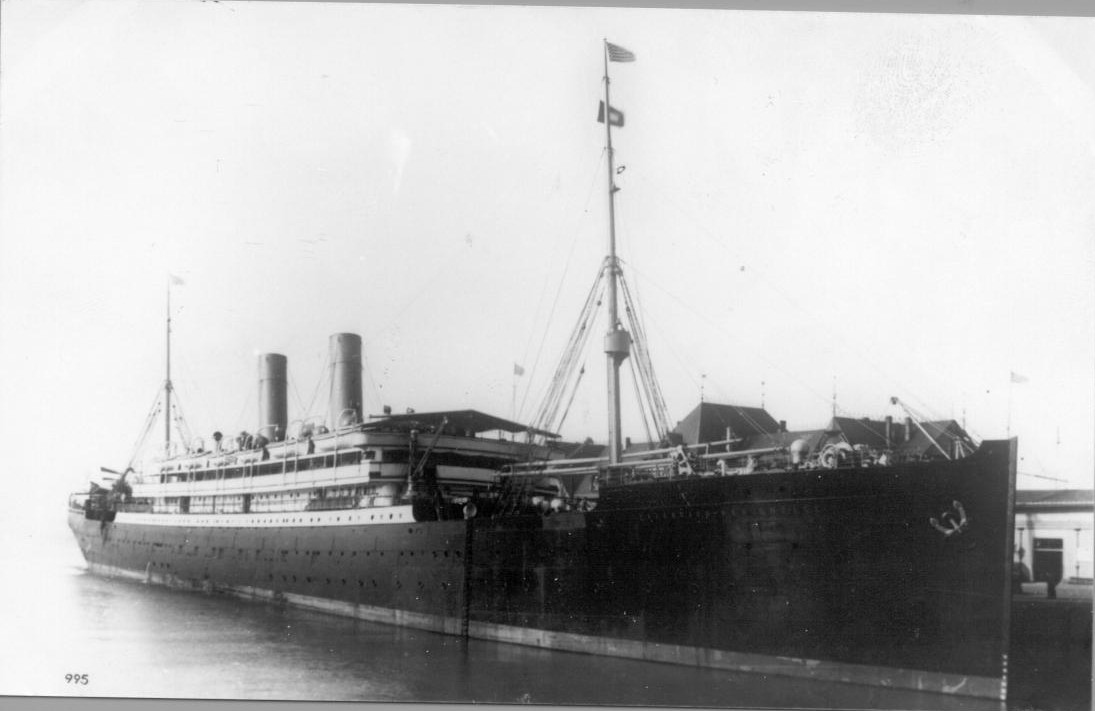
Friedrich der Große (Ort und Datum der Aufnahme unbekannt)

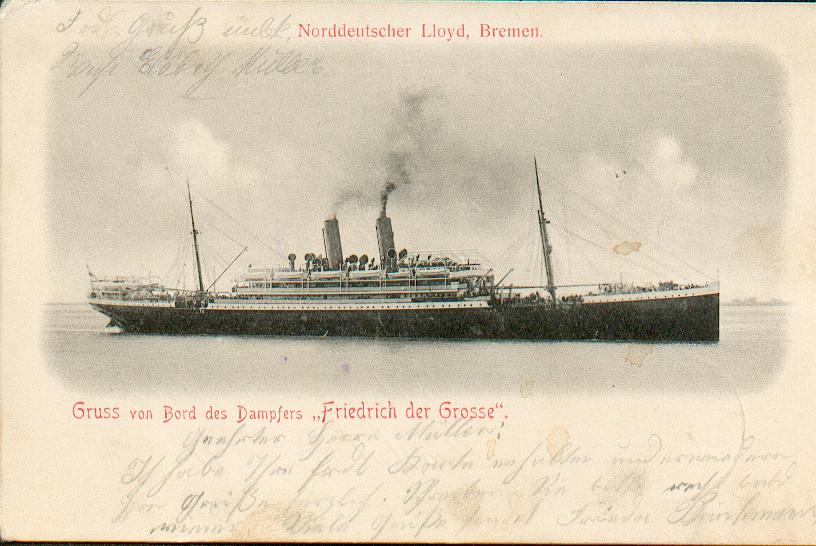
Friedrich der Große (Ort und Datum der Aufnahme unbekannt)

Am 4. April 1897 fuhr die Friedrich der Große erstmals nach New York, nachdem das Schwesterschiff Königin Luise am 26. März als erstes Schiff der Klasse ihre Jungfernreise in die Vereinigten Staaten gemacht hatte. Alle Schwesterschiffe kamen auf dieser Strecke regelmäßig zum Einsatz, insbesondere in den Sommermonaten, da in dieser Zeit wenige Passagiere nach Australien fuhren. Friedrich der Große begann ihre letzte Reise auf der Strecke Bremerhaven – New York am 22. November 1913. Zwischen März 1907 und Juli 1912 war sie auch auf der Mittelmeer-Linie von Genua nach New York eingesetzt worden. Im März 1914 wurde sie dann erstmals im Dienst nach Baltimore eingesetzt, wohin auch ihre letzte Friedensreise führte, die sie am 18. Juli 1914 angetreten hatte.

## Einsätze in amerikanischen Diensten
Bei Kriegseintritt der USA 1917 wurde die Friedrich der Große  beschlagnahmt. Anfangs unter altem Namen betrieben, kam das Schiff später als Huron (Kennung: ID-1408) zum Einsatz. Sie transportierte 21.871 Soldaten nach Europa und über 20.582 Soldaten und 1.546 Verwundete nach Abschluss des Waffenstillstandes bis zum 23. August 1919 zurück in die USA. Auf einer der Fahrten nach Frankreich am 23. April 1918 kollidierte sie beim Ausweichen innerhalb eines Konvoys mit der Aeolus (ehemals Grosser Kurfürst). Es gab keine Toten, aber beide Schiffe mussten wegen der Beschädigungen in die USA zurückkehren.
Von 1920 bis 1922 fuhr sie dann für die United States Mail Steamship Company von den USA nach Südamerika. Im Mai 1922 ging sie in den Besitz der Los Angeles Steamship Company über, die auch schon die Halbschwester Grosser Kurfürst übernommen hatte und am 11. September 1922 als City of Los Angeles nach Honolulu in Fahrt brachte.
Als City of Honolulu geriet die ehemalige Friedrich der Große  auf ihrer ersten Reise nach Hawaii am 12. Oktober 1080 km von Los Angeles in Brand. Die Passagiere wurden erst vom Frachter West Faralon übernommen, der als erstes Hilfsschiff die City of Honolulu erreichte. Da es sich als unmöglich erwies, das Schiff mit dem zu Hilfe gekommenen Schlepper Tamaroa abzuschleppen, wurde die brennende City of Honolulu von dem eingetroffenen Coast Guard Cutter Shawnee am 17. Oktober 1922 nach weiteren 300 km versenkt. Das älteste Schiff der Klasse wurde damit auch der erste Verlust.

## Die Barbarossa-Dampfer des NDL / der Hapag vor 1914
| in Dienst  | Name                            | Tonnage               | Werft                    | Status/Schicksal |
| 11.11.1896 | Friedrich der Große             | 10.531 BRT            | AG Vulcan Stettin        | siehe oben |
| 03.01.1897 | Barbarossa                      | 10.769 BRT            | Blohm & Voss AG, Hamburg | 1. Reise nach Australien 8. Januar 1897, 24. Mai 1897 1. Reise nach New York, 16. März 1906 Genua–New York, ab September 1912 Deutschland-Baltimore und andere US-Häfen, 1914 in New York aufgelegt / 1917 durch United States Shipping Board beschlagnahmt, 1924 abgewrackt                                                             |
| 16.03.1897 | Königin Luise                   | 10.566 BRT            | AG Vulcan, Stettin       | 21. März 1897 Jungfernreise nach New York, 1. Reise als Postdampfer 17. November 1897 nach Australien, 25. Februar 1904 Genua–New York, 18. April 1914 Deutschland–Baltimore, 1919 an Shipping Controller, London, ausgeliefert, 1921 Omar, 1924 Edison, 1935 abgewrackt                                                                 |
| 26.05.1897 | Bremen                          | 10.522 BRT 11.540 BRT | F. Schichau, Danzig      | 5. Juni 1897 Jungfernreise nach New York, 1. Reise als Postdampfer 20. Oktober 1897 nach Australien (insg. 16 bis 1911), am 30. Juni 1900 in Hoboken ausgebrannt/wieder aufgebaut und verlängert, 1919 an Shipping Controller, London, ausgeliefert, lief als Constantinople für die Byron Line, 1924 King Alexander, 1929 abgewrackt    |
| 27.08.1899 | König Albert                    | 10.531 BRT            | AG Vulcan, Stettin       | 4. Oktober 1899 Jungfernreise als Postdampfer Hamburg–Yokohama, 16. April 1906 Genua–New York, August 1914 in Genua aufgelegt / 1915 durch Italien beschlagnahmt, Ferdinando Palasciano, 1923 Italia, 1926 abgewrackt |
| 12.03.1900 | Hamburg                         | 10.532 BRT            | AG Vulcan, Stettin       | Hapag 1. Reise nach Ostasien, 1904 abgezogen vom Reichspostdampferdienst 1914 in New York interniert, 1917 an US Shipping Board, Powhatan, 1928 abgewrackt |
| 26.04.1900 | Grosser Kurfürst                | 13.183 BRT            | F. Schichau, Danzig      | 5. Mai 1900 Jungfernreise nach New York, 1. Reise als Postdampfer 7. November 1900 nach Australien, ab April 1903 viele Kreuzfahrten (u. a. Orientfahrten 1904 und 1909), Polarfahrten 1908 und 1910, Westindienkreuzfahrt 1913 und 1914, in New York aufgelegt/1917 durch US Shipping Controller beschlagnahmt, Aeolus, 1937 abgewrackt |
| 06.09.1900 | Prinzess Irene                  | 10.881 BRT            | AG Vulcan, Stettin       | 9. September 1900 Jungfernreise nach New York, 1. Reise als Postdampfer 30. Oktober 1900 nach Ostasien, 30. April 1903 Genua–New York, 1914 in New York aufgelegt/1917 durch US Shipping Controller beschlagnahmt, Pocahontas, 1923 bis 1932 wieder im Dienst des NDL, 1923: Bremen (III) / 1928: Karlsruhe (II) / 1932 Abbruch          |
| 14.12.1900 | Kiautschou ab 04:Princess Alice | 10.911 BRT            | AG Vulcan, Stettin       | als Kiautschou, Hapag, 1. Reise nach Ostasien, 1904 an NDL, umbenannt, 22. März 1904 nach New York, 1914 in Cebu/Philippinen interniert, 1917 an US Shipping Board, Princess Matoika, 1922 President Arthur, 1927 City of Honolulu, 1930 ausgebrannt, 1933 abgewrackt                                                                    |
| 22.02.1902 | Moltke                          | 12.335 BRT            | Blohm & Voss, Hamburg    | Hapag 9. März 1902 Jungfernreise nach New York, 3. April 1906 erste Reise Genua–New York, auch für Kreuzfahrten eingesetzt, im August 1914 in Genua aufgelegt, im Mai 1915 beschlagnahmt, umbenannt in Pesaro, 1919 in den Dienst des Lloyd Sabaudo, Genua, 1925 Abbruch                                                                 |
| 31.05.1902 | Blücher                         | 12.334 BRT            | Blohm & Voss, Hamburg    | Hapag 6. Juni 1902 Jungfernreise nach New York, nach kleinem Umbau (neue Luxuskabinen) am 26. Juni 1912 erster Einsatz zum La Plata, am 3. August 1914 in Pernambuco aufgelegt, am 1. Juni 1917 beschlagnahmt, umbenannt in Leopoldina, Februar 1918 an CGT, Frankreich, verchartert, 1923 umbenannt in Suffren, Genua, 1929 Abbruch     |